# جوزف ۳۹۹۷۱
سیارک ۳۹۹۷۱ (به انگلیسی: 39971 Jozsef، نامگذاری:1998GN10) سی و نه هزار و نهصد و هفتاد و یکمین سیارک کشف شده‌است که در ۲ آوریل ۱۹۹۸ کشف شد.